# 豊田市藤岡交流館
藤岡交流館（ふじおかこうりゅうかん）は、愛知県豊田市藤岡飯野町田中245にある生涯学習センター（地区公民館）。
豊田市役所藤岡支所との合築であり、東側に藤岡地区（旧西加茂郡藤岡町）を範囲とする支所機能が、西側に交流館機能がある。設計はシーラカンスアンドアソシエイツ（宇野享）。管理運営は指定管理者の公益財団法人豊田市文化振興財団。

## 歴史
- 2019年（平成31年）3月25日 - 藤岡支所が移転オープン[2]
- 2020年（令和2年）3月10日 - 藤岡交流館が藤岡支所と同一建物内に移転オープン[3]

## 施設
- 1階
  - 多目的ホール
  - ふじおかホール
  - 図書コーナー（18,434冊）
  - 事務室
  - 小会議室
  - 調理室
  - 工芸陶芸室
  - ギャラリーふじおか
- 2階
  - 大会議室
  - 中会議室
  - 和室

## 利用案内
敷地内にはバスターミナルが設けられている。
- 開館日
  - 火曜日〜日曜日
- 開館時間
  - 午前9時～午後9時
- 休館日
  - 毎週月曜日（祝日を除く）、年末年始（12月28日〜翌年1月4日）
- 交通アクセス
  - とよたおいでんバス藤岡・豊田線（加納経由）「藤岡支所」下車、または藤岡・豊田線（西中山経由）「飯野」下車、または小原・豊田線（西中山経由）「飯野」下車、またはふじバス三箇線・西市野々線・川口飯野線「藤岡支所」下車
  - 駐車場台数 - 170台